# Hester Street

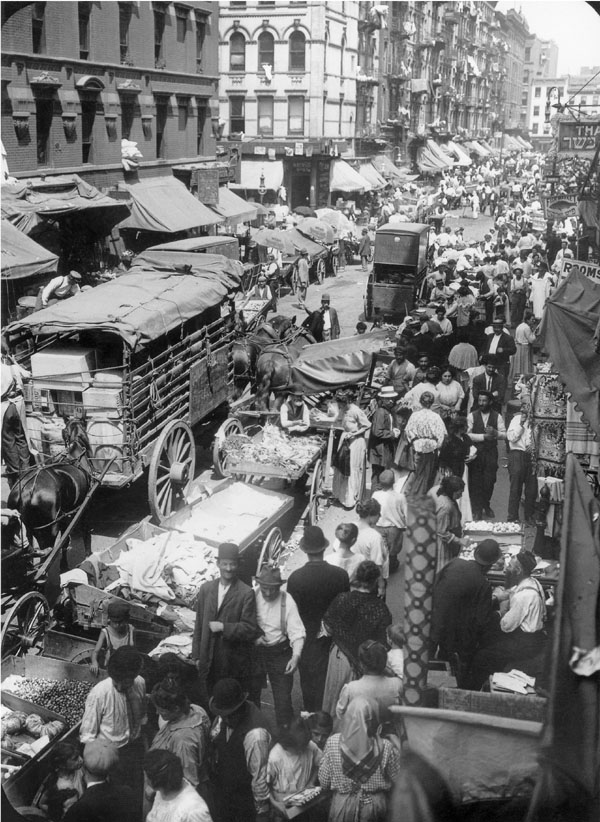
Hester Street in 1903, ongeveer de tijd waarin de film speelt

Hester Street is een Amerikaanse dramafilm uit 1975 geregisseerd door Joan Micklin Silver en gebaseerd op het boek Yekl: A Tale of the New York Ghetto van Abraham Cahan uit 1896. De film gaat over Joodse immigranten die eind 19e eeuw leefden in de Lower East Side van Manhattan. Actrice Carol Kane werd genomineerd voor een Oscar voor haar rol in de film. De film werd in 2011 opgenomen in de National Film Registry.

## Rolverdeling
| Acteur           | Personage     |
| ---------------- | ------------- |
| Steven Keats     | Jake          |
| Carol Kane       | Gitl          |
| Mel Howard       | Bernstein     |
| Dorrie Kavanaugh | Mamie         |
| Doris Roberts    | Mrs. Kavarsky |
| Lauren Friedman  | Fanny         |